# Szabó Gábor (politikus, 1979)
Szabó Gábor (Budapest, 1979. november 17. –) A Jobbik Magyarországért Mozgalom pártigazgatója, 2010 és 2014 között országgyűlési képviselő és pártja frakcióvezető-helyettese volt a Parlamentben.

## Tanulmányai
1998-ban érettségizett a budapesti József Attila Gimnáziumban, majd a Károli Gáspár Református Egyetem Bölcsészkarának történelem-kommunikáció szakos hallgatója lett, ahol történelemtanári diplomát szerzett. Németül középfokon, angolul alapfokon beszél.

## A politikában
1996 márciusában egyik alapítója volt, majd elnöke lett a Magyar Ifjúsági Nemzetébresztő Körnek (MINK).

### MIÉP
1998-ban lépett be a MIÉP XI. kerületi alapszervezetébe. A párt delegáltjaként több alkalommal dolgozott az Országgyűlés Társadalmi Szervezetek Bizottsága mellett mint frakciószakértő. A MIÉP Ifjúsági Tagozat országos elnökségének 2001 februárjától 2001 októberéig volt tagja. Feladata volt a szakmai munka beindítása, műhelycsoportok szervezése és az adminisztráció kezelése volt. A 2002-es országgyűlési választáson, mint kampányfőnök irányította a MIÉP választási kampányát a Komárom-Esztergom megyei, Tata központú választókerületben. A MIÉP Ifjúsági Tagozatából 2002 novemberében, a pártból 2003 tavaszán lépett ki.

### Jobbik
A Jobboldali Ifjúsági Közösség szervezésébe 2000 novemberében kapcsolódott be mint a Károli Gáspár Református Egyetemen szerveződött alapszervezet vezetője. 2001 augusztusától látta el a budapesti régióhoz tartozó egyetemi és főiskolai alapszervezetek koordinálásának és szervezésének feladatkörét, már mint az akkori Jobbik országos elnökségi tagja.
2001-2002-ben több történelmi és politikai témájú cikket publikált a Kapu című közéleti havilapban.
A Jobbik Magyarországért Mozgalom megalakításában alapító tagként vett részt, majd a párt elnöksége pártigazgatónak választotta. 2005 őszén tagja lett a Jobbik tárgyalódelegációjának a MIÉP-pel folytatott tárgyalásokon, majd a Harmadik Út választási szövetségen belül a Jobbik részéről ő látta el az országos kampányfőnöki teendőket.
2007 elejétől részt vett a Magyar Gárda Egyesület és a Magyar Gárda Mozgalom létrehozásának, megszervezésének előkészítésében mint a tíz alapító egyike. A Magyar Gárda Egyesület alakuló ülésén a szervezet alelnökévé választották.
2009-ben a Jobbik európai parlamenti választási kampányának országos kampányfőnöki teendőit látta el. 2009 júniusában a Jobbik Országos Kongresszusán a jelenlévő 403 küldöttből 399 támogató szavazatával a párt Országos Választmányának elnökévé választották meg. 2009 szeptemberében lett elnöke a Jobbik Országos Jelöltállító Bizottságának.
A 2010-es országgyűlési választáson újra országos kampányfőnökként fogta össze és irányította a Jobbik választási kampányát, emellett Budapest XI. kerületének 16-os választókerületében egyéni jelöltként is indult, végül országos listán szerzett mandátumot. Az Országgyűlésben 2010 és 2014 között a Mentelmi, összeférhetetlenségi és mandátumvizsgáló bizottság tagja volt. A 2014-es országgyűlési választásokon is kampányfőnök volt, de egyéni jelöltként nem indult, a párt országos listáján pedig nem szerepelt befutó helyen.

## Magánélet
Budapesten, a XI. kerületében él feleségével, kislányával és kisfiával. Édesapja autómentéssel foglalkozó egyéni vállalkozó, édesanyja egy cégnél dolgozik munkaügyi előadóként. Egy leánytestvére van, aki magyar-kommunikáció szakon végzi egyetemi tanulmányait.